# Macaranga hurifolia
Macaranga hurifolia är en törelväxtart som beskrevs av Lucien Beille. Macaranga hurifolia ingår i släktet Macaranga och familjen törelväxter. Inga underarter finns listade i Catalogue of Life.